# Haags Historisch Museum
Het Haags Historisch Museum is een museum aan de Korte Vijverberg in Den Haag over de geschiedenis van deze stad. Het museum is gevestigd in de voormalige Sint Sebastiaansdoelen.

## Collectie
Het museum heeft een collectie van 7.500 objecten. Tot de collectie behoren onder meer zilveren gildebekers, een bijna vijf meter breed stadsgezicht op Den Haag van Jan van Goyen, poppenhuizen van Lita de Ranitz en schilderijen van schilders als Jan van Ravesteyn, Paulus Constantijn la Fargue en Jan Steen, maar ook een vinger van Cornelis de Witt en de tong van zijn broer Johan de Witt.
Tevens beschikt het museum over een uniek poppenhuis van Lita de Ranitz. Zij verzamelde poppenhuizen en richtte ze zelf in.

## Exposities
Op de bel-etage van het Haags Historisch Museum is de vaste collectie 'Macht – 800 jaar Binnenhof' te bezichtigen. Het museum vertelt het verhaal van de stad Den Haag, en vooral van het Binnenhof, aan de hand van objecten en schilderijen uit de 16e tot en met de 21e eeuw. 
Op de eerste verdieping van het museum zijn wisselende tentoonstellingen te zien; altijd rond een Haags onderwerp. De afgelopen jaren organiseerde het museum onder andere tentoonstellingen over 50 jaar Golden Earring, Isaac Israëls, de Spinazieacademie, Alexine Tinne en Haagse Humor.
Op de tweede verdieping komt de geschiedenis van Den Haag sinds 1945 aan bod. Ook staan hier poppenhuizen uit de collectie van Lita de Ranitz tentoongesteld.
In het souterrain worden steeds zo'n 100 deelnemers aan de Topstukken van het project MijnDenHaag tentoongesteld. Deelnemers vertellen het verhaal van hun voorwerp en hun verbinding met de stad.
Ook beschikt het Haags Historisch Museum over een nagebouwde 19e-eeuwse salon. Tijdens de weekenden en Haagse schoolvakanties kunnen kinderen hier leren hoe het leven er in de 19e eeuw uitzag in Den Haag, door te ontdekken en alles aan te raken.

## Tentoonstellingen (selectie)
- Johan Van Oldenbarnevelt. Man, macht & moord[2] (van 1 december 2018 t/m 14 april 2019).
- Groeten uit Scheveningen[3] (van 30 juni 2018 t/m 11 november 2018).
- De wereld achter een poppenhuis[4] (van 17 februari 2018 t/m 10 juni 2018).
- Afrikaanse Bedienden aan het Haagse hof[5] (van 21 september 2017 t/m 28 januari 2018).
- Arm en Rijk / Rijk en Arm[6] (van 29 april 2017 t/m 3 september 2017).
- Gezichten van de Gouden Eeuw. Portretten van Jan van Ravesteyn[7] (van 26 november 2016 t/m 9 april 2017).

## Galerij

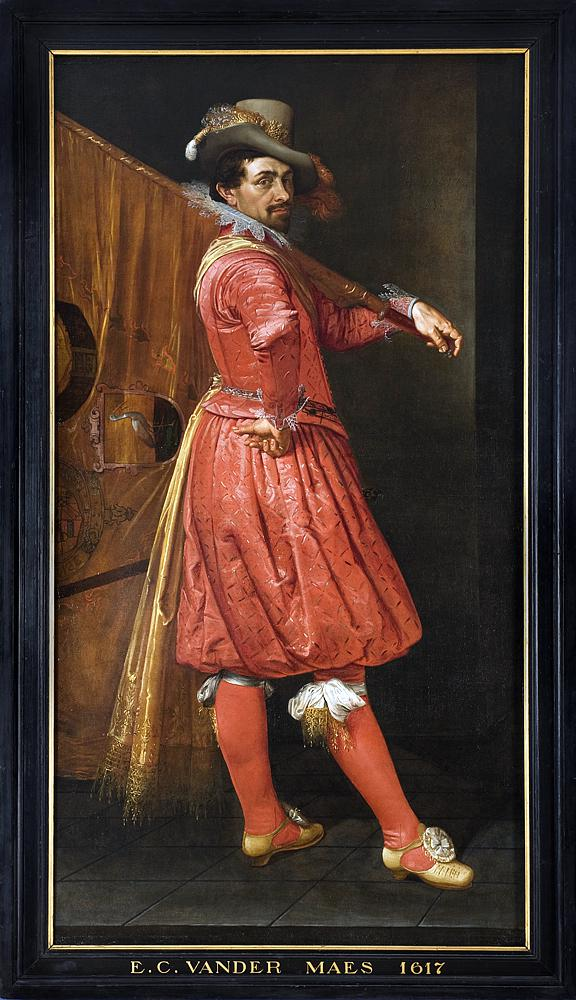
Willem Jansz Cock, vaandeldrager van het Oranje Vendel, 1617, door Everard Crynsz. van der Maes
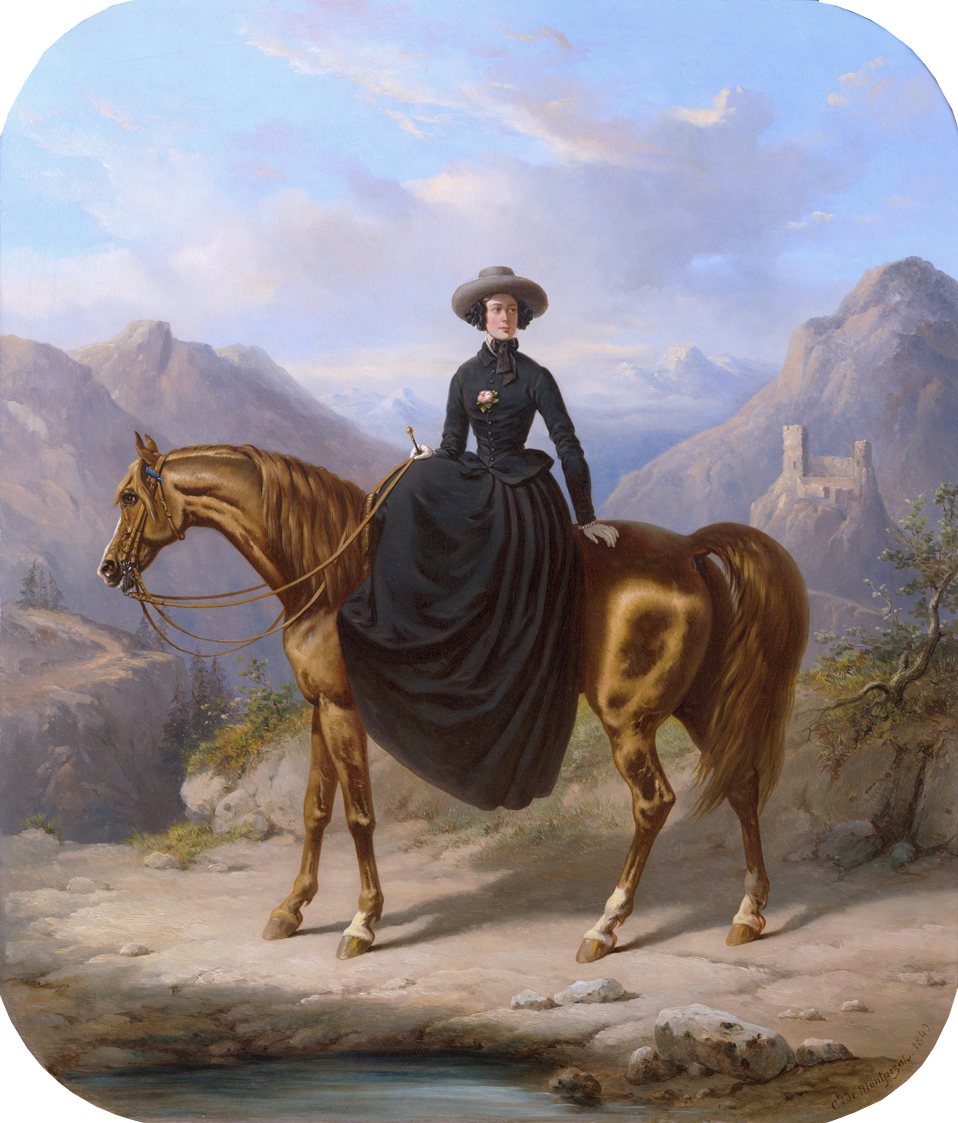
Alexine Tinne, 1849, door Henri Auguste d'Ainecy Montpezat
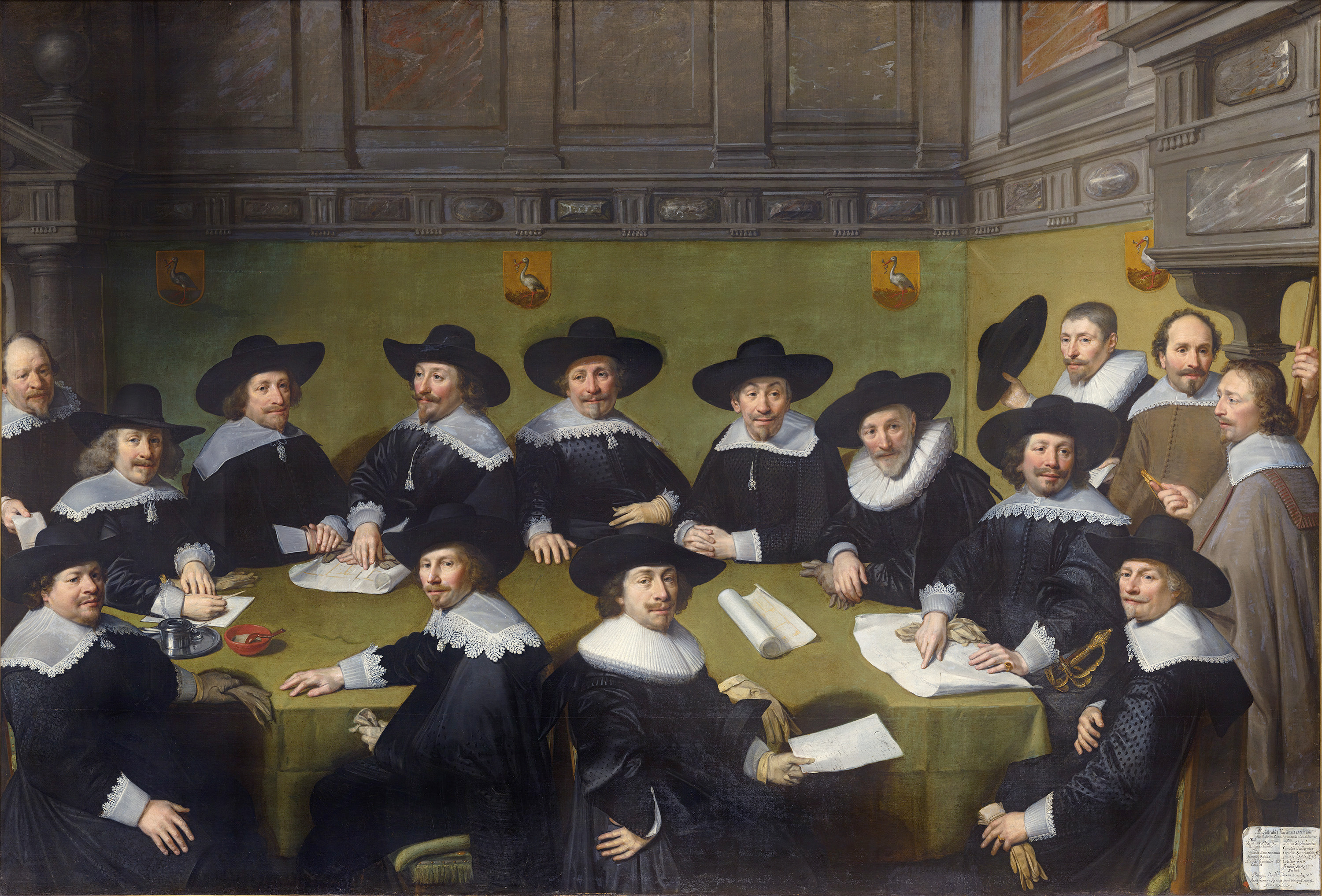
De Haagse Magistraat, 1636, door Jan Antonisz. van Ravesteyn
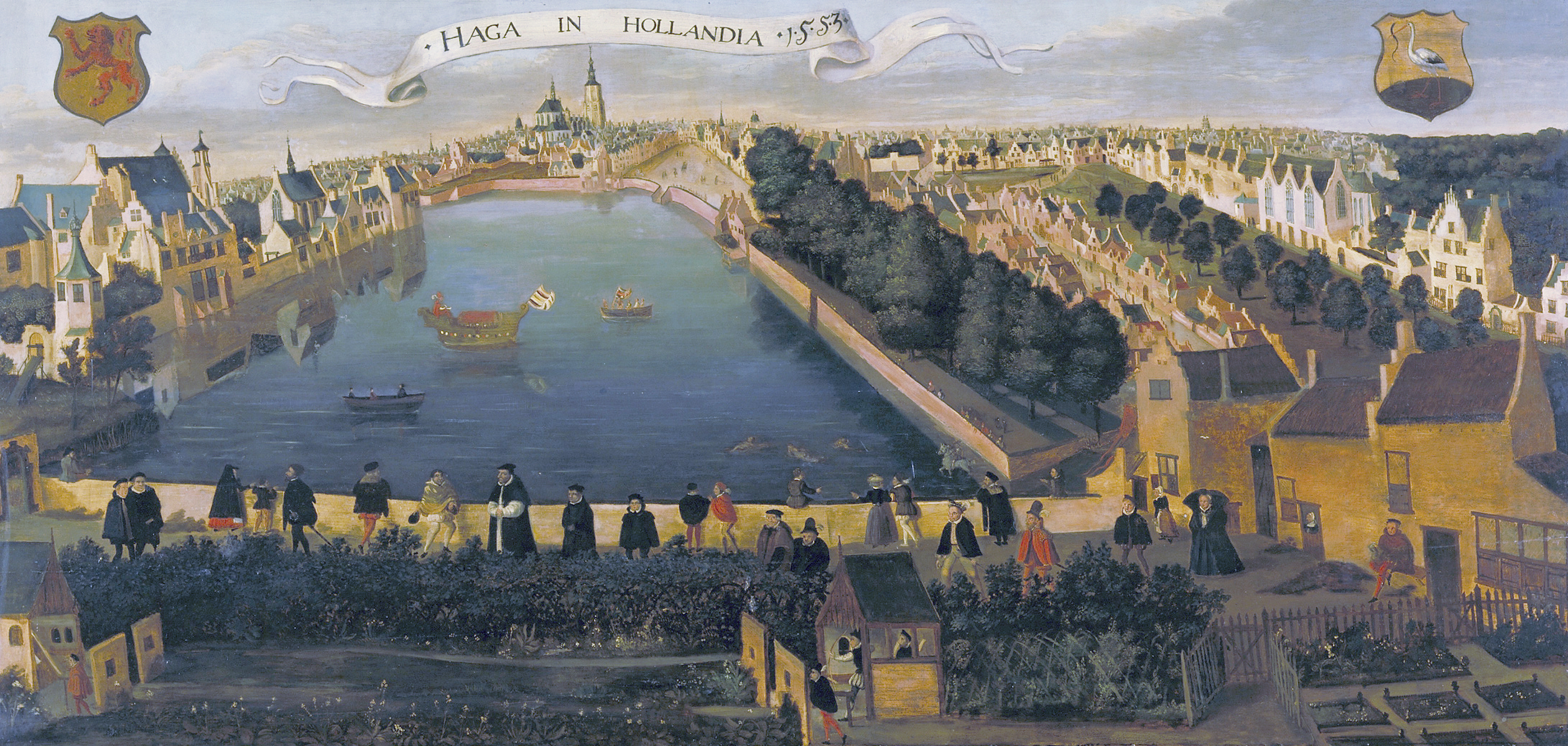
De Hofvijver in Den Haag vanaf het Doelenterrein, 1553, kunstenaar onbekend
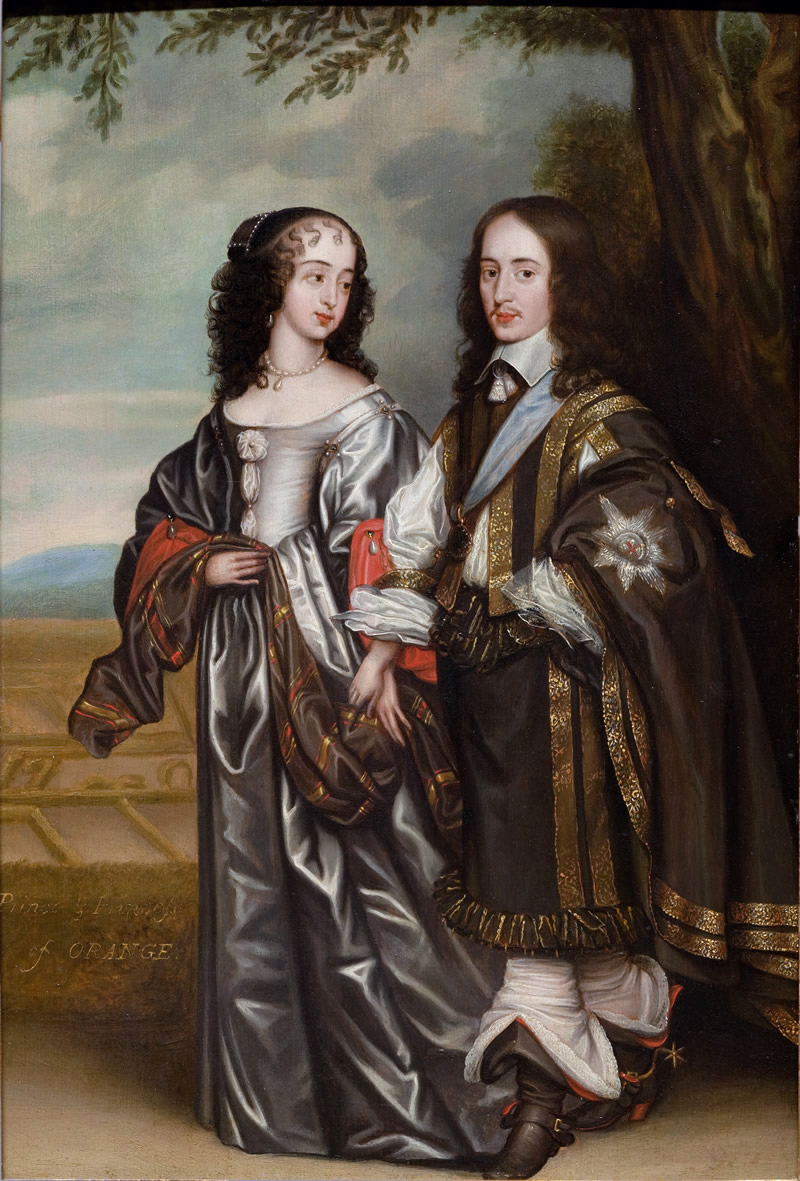
Willem II, Prins van Oranje en Maria Stuart, circa 1650, door Gerard van Honthorst
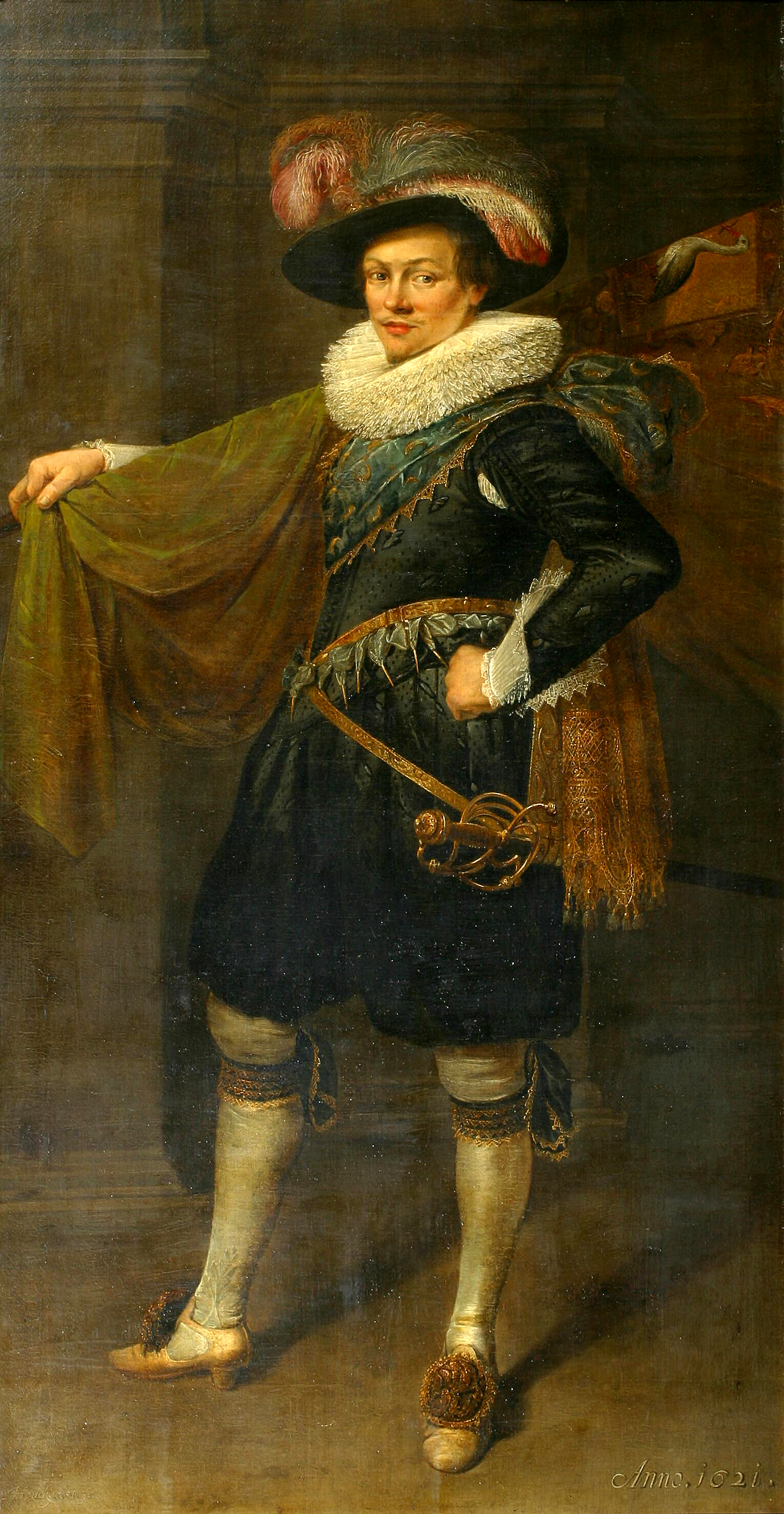
De vaandeldrager van het Groene Vendel, 1621, door Joachim Houckgeest